# Stammliste der Hayden von Dorff
Dies ist die Stammliste der Hayden von Dorff (auch Haiden, Haiden von und zu Dorff), eines alten oberösterreichischen Adelsgeschlechts, das seinen Stammsitz Schloss Dorff 600 Jahre besaß. 1888 wurden sie in den Freiherrenstand erhoben. Die Stammliste wurde nach Hoheneck erstellt und ergänzt nach Wißgrill.

## Älteste Stammlinie
- Berchtold Hayden (Haiden), lebte 1317
- Nicolaus/ Niclas Haiden, besaß 1360 Dorff, 1361 Burggraf des Schlosses Steyr, lebte 1393 ⚭ Catharina N.

A1. Thomas Hayd zu Dorff, landesfürstl. Pfleger zu Schärnstein ⚭ 1393 Agnes Tanpöck/ Tannpeck
B1. Erhard gen. 1441, besaß 1444 Edelsitz Sitzenberg in NÖ., ⚭ I Dorothea Seeböck, keine Kinder, ⚭ II 1439 Margaretha von Hohenfeld, To. v. Wolf H. zu Aistershaim und Catharina Herrin von Eytzing (heiratet danach Augustin Oerdinger)
C1. [II] Hans, starb ledig
C2. [II] Barbara ⚭ I Martin Neumarcker, ⚭ II Wolf Feyrtager
B2. Wolfgang, 1417 Kämmerer Herzog Albrechts, kaufte 1421 Loosdorf, ⚭ N. Sticklberger
C1. Leonhard Hayden, Herr zu Dorff und Lindach ⚭ 1465 Anna Harder (Hard?, Härder), Leonhard genannt 1476
D1. Sigmund (Sigismund), starb ledig
D2. Benedict, starb ledig
D3. Johannes (Johann) H. zu Dorff, Lindach und Inzersdorf ⚭ Apollonia Prunhammer (Prunhämer), Johann lebte noch 1507
E1. Johannes starb ledig
E2. Hieronymus siehe Stammliste nach Hieronymus Hayden
E3. Sebald siehe Stammliste nach Sebald Hayden
E4. Katharina ⚭ I 1559 Christoph Enenckl, ⚭ II Hans Oberndorffer
E5. Anna ⚭ Leopold Preynhoffer/ Preyhaven
D4. Ursula ⚭ Reinbold Castner (ausgestorbenes Geschlecht der Kastner)
D5. Elisabeth ⚭ 1476 Jobst von der Alm
C2. Bernhard, starb ledig
C3. Margaretha ⚭ 1456 Matthaeo von Bertelsheim
C4. Martin, 1476 genannt
B3. Dorothea ⚭ 1407 Hans Jörger von Tollet zum Moß
B4. N. Haiden ⚭ 1407 Berchtold Stadler zu Pluembau
B5. Cunigund ⚭ Sebastian Greiffenecker zu Rotteneck
A2. weitere Kinder

## Stammliste nach Hieronymus Hayden
Hieronymus Hayden ⚭ 1525 Anna von Sintzendorff, To. v. Laurenz/ Lorenz von S. zu Achleiten und Feuregg/ Feyreck und Dorothea Moser von Weyr
A1. Christoph I. Hayden, röm. kais. Rat, kais. Salzamtmann in Gmunden, Herr von Inzersdorf und des Edelsitzes am Weinberg († 1593 Gmunden), ⚭ I Sonntag Trinitatis 1562 Susanna von Landau, To. v. Georg von L., Frhr. zum Hauß und Rapottenstein und Katharina Jörger von Toleth; ⚭ II 1582 Maria Magdalena von Hohenfeld, To. v. Wolf von H. zu Aistersheim und Rosina von Paumgarten, ⚭ III 23. Mai 1590 (Heiratsbrief 20. Mai 1590) Margaretha Kneidtinger, To. v. Christoph K. zu Nieder-Peyrbach (Peuerbach?), fürstl. bayr. Rat und Pfleger zu Friedberg in Bayern, und Anna Schröttl, Witwe von Hans Ullrich Raidt, keine Kinder
B1. [I] Christoph II. H., Herr zu Inzersdorf ⚭ I April 1591 (Heiratsbrief 23. April 1591) Maria Althamer, To. v. Ludwig A. zu Traunegg und Ursula Praun (Braun?); Maria ⚭ II 1595 Joachim Hacken zu Tanbach?
C1. Maria Salome ⚭ 1619 (Heiratsbrief 4. Februar 1619) Oswald von und zu Fräncking
B2. [I] Jörg (Georg), starb in der Jugend
B3. [I] Wolf(gang), ⚭ 1598 Maria Hackin, To. v. Ernst Hacken (Hake) von Pornimb und Maria Salome von Hoheneck, keine Kinder
B4. [I] Sophia, starb ledig
B5. [II] Adam
B6. [II] Achatius (Achatz)
B7. [II] Gotthard
B8. [II] Eva
A2. Susanna ⚭ Jacob Ostermayer zu Egendorff
diese Linie erlosch um 1600

## Stammliste nach Sebald Hayden
Sebald I. Hayden zu Dorff, Lindach und Inzersdorf (* um 1505; † 1591), Ritter, diente unter Karl V. und Ferdinand I. 1537 bis 1553, kehrte 1553 nach Dorff zurück, ⚭ I Brigitta von „Schönburg“ (Schönberg) aus Sachsen, keine Kinder; ⚭ II Anna von Wallewiz/ Wallowiz (= Walowicz?) († 1572) ihre Eltern besaßen Schloss Ullrichskirchen; ⚭ III (Heiratsbrief 23. November 1568) Maria Geymann, To. v. Hans Heinrich Geymann zu Gallspach und Salome Kölnpöck († 1572), keine Kinder; ⚭ IV nach 1572/ 1574 Ursula Sigmär, To. v. Sebastian Sigmar zu Schlüßlberg und Magdalena Hoffmann, Ursula heiratet nachher Ferdinand Wockinger
A1. [II] Johann Baptist (Hans), starb ledig
A2. [II] Hector, starb ledig
A3. [II] Sebastian, starb ledig
A4. [II] Hans Kaspar, starb ledig
A5. [II] Bernhard H. zu Dorff ⚭ Eva Regina Amstetter, To. v. Johannes Amstettner und Ursula von Mäming (Maming), keine Kinder
A6. [II] Wolf Martin Hayden zu Dorff, ⚭ I Anna Vierer von Plöcking; ⚭ II Anna Juliana Panicher, To. v. Wolf Wilhelm Panicher zu Dorff und Sara Flußhart,
B1. [I] Hans Reichard, starb ledig
B2. [I] Bernhard ⚭ Anna Corona von Fräncking, To. v. Oswald von und zu Fräncking und Maria Erlbeck, keine Kinder
B3. [I] Wolf Sigmund ⚭ Sabina Elisabetha Geyer von Geyrsperg, Edle Herrin von Osterburg (siehe A4. B1. C2. D7.), To. v. Christoph Ernst Geyer von Geyersperg, Edler Herr von Osterburg zu Kröllndorf und Maria Magdalena von Grienthal,
C1. Wolf Ernst, starb ledig
C2. Wolf Christoph ⚭ I Maria Magdalena Peles; ⚭ II Anna Catharina Murhämer (Murhamer), keine Kinder
D1. [I] Sigmund Seyfrid, starb in der Jugend (letzter der Linie Wolf Martin)
C3. Susanna Salome ⚭ Georg Christoph von Zetlitz auf Dorff, Ritterstandsverord. von Österreich ob der Enns, Susanna Salome wurde sehr alt
B4. [I] Maria Magdalena ⚭ Hans Jacob Götschler
B5. [I] Eva, starb ledig
B6. [I] Susanna, starb ledig
B7. [II] Carl ⚭ I Anna Maria von Zedlitz, ⚭ II Anna Margaretha Murhämer, mit beiden keine Kinder
A7. [II] Sebald II., ⚭ Anna Katharina von Prank, To. v. Wolf von Prank und Felicitas Mordaxt (Mordax), Witwe des Matthias Jöstl/ Jöbstl,
B1. Ester, starb ledig
B2. Matthias ⚭ Sara Amann/ Amman († November 1655 in Mautern bei Puchenstein, Stmk), To. v. Gotthard Amann von Amansegg und Dorothea Hirsch, besassen gemeinsam Herrschaft Puchenstein 1640 und 1662,
C1. Gotthard Mathias, starb ledig
C2. Susanna Rebecca, starb ledig
C3. Christina, starb ledig
C4. Katharina Dorothea ⚭ I Rittmeister Miller, ⚭ II Obrist-Wachtmeister Leonhard von Kesseler/ Keßler, kais. Oberstlieutenant zu Pferd
C5. Eva Johanna ⚭ Hans Melchior Berchtold von Sachsengang
C6. Sara ⚭ Hans Anton Spindler zu Hoffegg und Weyr (s. u. D8.)
C7. Potentiana ⚭ Anton Frh. von Purey/Bury
A8. [II] Helmhard, ⚭ Susanna Jöbstl/ Jöstl, Freiin von Jöbstlsberg/ Jöstlsberg,
B1. Susanna ⚭ Philipp Braidschedel
B2. Sebald III. ⚭ Maria Salome von Geyer (siehe A4. B1. C2. D6.), To. v. Christoph Ernst von Geyer, Edler Herr von Osterburg zu Kröllendorf und Maria Magdalena von Grienthal,
C1. Christoph Adam I. Haydn von Dorff zu Lindach, 1672 und 1683 Verord. d. Ritterstandes in OÖ., ⚭ Susanna Katharina, To. v. Ferdinand Gabriel Amstettner zu Grabenegg und Anna Susanna von Geyrsperg,
D1. Maria Salome, starb ledig
D2. Eva Susanna ⚭ I Achatz Frhr. von Hochenfeld zu Aisterhaim und Almegg, ⚭ II Preisgott Graf von Kuefstein († 1700)
D3. Anna Renata ⚭ Otto Ludwig Frhr. von Hochenfeld
D4. Christoph Ferdinand Haydn zu Dorff, Herr zu Grabenegg und Zwerbach, Raitherr des Ritterstands, dann Raitmarschall der nö. Landschaft, ⚭ I Anna Polixena Frn von Clam, To. v. Hans Gottfried Frhr. von Clam und Anna Sybilla von Kageneck; ⚭ II 1692 Theresia Gräfin von Rotthal,
E1. [I] Christoph Achatz Haydn von und zu Dorff, dann Freiherr, 1716 kais. Hauptmann im Regiment von General Guido von Starhemberg, danach Oberstlieutenant und Kommandant zu Fogarasch, Oberster und zuletzt k. k. General-Feldwachtmeister und 1730 Kommandant zu Karlsburg in Siebenbürgen, erhielt 1732 ein Freiherrndiplom, ⚭ I Maria Theresia Freiin von Werlein, To. v. Johann Stephan Frhr. von Werlein, k. ungar. Hofkammerrat und Direktor der königl. ungar. Krongüter, und Elisabeth Theresia von Dillemont, ⚭ II Eleonora Josepha, To. v. Johann Ernst Frhr. von Schwarzenau und Maria Dominika von Pinelli
F1. [I] Franz Christoph H. z. D. († 1781), 1772 bis 1775 und nochmals 1778 oö. Verord. d. Ritterstands, ⚭ I Susanna Barbara, To. v. Johann Ernst Deodat Dücker Frhr. zu Urstein, Haslau und Winkel aus Slbg, und Maria Charitas Judith Frn von Grünthal, einige Kinder starben in zarter Jugend, nur Maria Judith wurde alt; ⚭ II N. Freiin von Gabelkoven, Kinder?
G1. [I] Maria Judith ⚭ Franz Sigismund Graf Engl von und zu Wagrein, k. k. Geheimer Rat, dann Witwe.
F2. [I] Karl Christoph Freiherr von Haiden, 1776 k. k. Oberstlieutenant des Kaunitzischen Regiments, dann bis ungefähr 1795 Wachtmeister der k. k. adeligen Arcièren-Leibgarde
F3. [I] Ferdinand Christoph Freiherr Haiden zu Dorf, zuerst k. k. Rittmeister, dann auch in der Arcièren-Leibgarde, seit 1776 Kreishauptmann des Machlandviertels in OÖ., ⚭ Theresia von Frey, einer Verwandten, Kinder
F4. [I] Maria Franziska, 1797 Oberin der Englischen Fräulein in Sankt Pölten
F5. bis ? [I] weitere meist früh verstorbene Töchter
E2. [II] Christoph Karl, in kais. Kriegsdiensten
E3. [II] Maria Josepha ⚭ Herrn von Rohrscheid (Rorscheid)
E4. [II] Maria Regina
D5. Christoph Ernst Haydn von Dorff zu Inzersdorf († 30. März 1729), ⚭ Eva Elisabeth von Zedlitz, To. v. Georg Achatz von Z. und Potentiana Panichner zu Dorff,
E1. Christoph Matthias, starb jung
E2. Christoph Adam III. († Oktober 1725) kais. Leutnant, starb in Markt Kirchdorf (bei Duell?)
E3. Maria Katharina Aloisia († 1732 Wien), ⚭ um 1716 Friedrich Graf von Schwerin, königl. preuss. Gesandter in Wien, Scheidung
E4. Christoph Albrecht H. z. D. († 1719), Raitrat der oö. Landschaft, 1700 Verord. d. oö. Ritterstandes, seit 1707 im Landesausschuss, ⚭ Helena Theresia von Lindegg († 1726), To. v. Albrecht von Lindegg zu Lisana und Mollenburg und Helena Benigna von Poiger, keine Kinder
D7. Christoph Adam II. H. v. D. zu Lindach, Raitrat, 1722 und 1732 Verord. d. Ritterstands, auch im Ausschuß der oö. Landschaft, ⚭ 1693 Ludowika Freiin von Kunitz, To. v. Hans Seyfried Frhr. v. K. und Weissenburg, und Maria Johanna de Dortho/ Dorto,
E1. Christoph Franz Joseph/ Franz Chr. Joseph († 23. Februar 1728)
E2. Maria Theresia ⚭ Karl Joseph von Frey
E3. Maria Anna Potenziana ⚭ Johann Gualbert Frhr. Dücker von Urstein und Haselau, fürstl. salzbg. Kammerrat und Pfleger zu Sankt Gilgen
D8. Christoph Benedict H. v. D. († 14. Juni 1728 Ybbs), Herr zu Weyer (Weyr) am Traunsee, 1693 im Ausschuß, 1705 Raitrat, 1712 Verord. des Ritterstands, ⚭ I Maria Beatrix Spindler v. H. († 1707), To. v. Hans Anton Spindler zu Hoffegg und Weyr am Traunsee und Sara Haiden von Dorff, durch sie erhielt Christoph B. das Gut Weyer,; ⚭ II Eleonora Hegenmüllner, To. v. Hans Ruprecht Frhr. Hegenmüller von Dubenweiler zu Albrechtsberg an der Pielach und Anna Margaretha von Lindegg
E1. [II] Christoph Jörg, starb sehr früh
E2. [II] Christoph Sigmund, kais. Hauptmann, gen. 1735
E3. [II] Christoph Hans und sein Zwillingsbruder
E4. [II] Christoph Benedict, beide starben als Kleinkinder
C2. Christoph Sebald H. v. D. ⚭ Maria Maximiliana Spindler, To. v. Hans Anton Spindler zu Hoffegg und Weyr und Sara Haiden, keine Kinder, Maria Max. heiratete dann N. Herr von Stainach und Reinhard Zechetner
C3. Eva Maria, starb in der Jugend
C4. Maria Susanna, Klosterfrau beim Kloster Hl. Dreifaltigkeit in Regensburg
C5. Maria Elisabeth ⚭ N. Ottmann von Ottsee
B3. Hans Christoph ⚭ I Anna Regina Hackin, To. v. Georg Hacken von Pornimb und Magdalena von Rohrbach; ⚭ II Anna Sara von Clam, To. v. Hans Enoch Perger von Clam und Charitas von Salburg, keine Kinder; ⚭ III Hedwig von Rohrbach, To. v. Ulrich v. R. zu Haag und Isabella Panichner, keine Kinder
C1. [I] Christoph Helmhard, starb ledig als Hauptmann
C2. [I] Christoph Ehrnreich, starb ledig
C3. [I] Anna Sophia, starb ledig
C4. [I] Anna Polixena, starb ledig
C5. [I] Maria Euphemia ⚭ I Hans Heinrich Lorber, ⚭ II Jobst Christoph Schmidauer von Oberwallsee, Herr zu Rottenegg
A9. [II] Apollonia ⚭ Elias Unterholzer
A10. [II] Anastasia ⚭ Julius von Grienthal
A11. [IV] Sebastian
A12. [IV] Maria Magdalena ⚭ Balthasar Winkler zu Kirchberg
A13. [IV] Elisabeth ⚭ Georg von Laglberg
A14. [IV] Ursula ⚭ Wolf Hännl zu Ramingdorf

## Abkürzungen und Erklärung

### Erklärung
| Text         | bedeutet                                              | oder                    |
| 1848/50      | 1848 ODER 1850                                        |                         |
| 1848–1850    | VON 1848 BIS 1850                                     | zwischen 1848 und 1850  |
| 1848?        | fraglich oder unsicher                                |                         |
| Hanns (Hans) | kursiv Original-, in Klammer die heutige Schreibweise |                         |
| Hans/ Hanns  | verschiedene Schreibweisen                            | gleichwertige Varianten |
| (Hanns)      | weitere Schreibweise                                  | Variante                |

### Abkürzungen und Symbole
| *      | geboren                 | Ri.        | Ritter                       | NÖ, nö     | Österreich unter der Enns , -isch |
| ~      | getauft                 | Hr         | Herr                         | OÖ, oö     | Österreich ob der Enns , -isch    |
| ⚭      | Eheschließung, Hochzeit | Frhr       | Freiherr                     | Ktn, ktn   | Kärnten, kärntnerisch             |
| %      | Scheidung, geschieden   | Frn        | Freifrau, Freiin             | Stmk, stmk | Steiermark, steirisch             |
| †      | gestorben               | Gf         | Graf                         | Tir, tir   | Tirol, tirolerisch                |
| X      | gefallen                | Gfn        | Gräfin                       | Slb, slb   | Salzburg, salzburger              |
| ▭      | begraben in             |            |                              | Böh, böh   | Böhmen, böhmisch                  |
| gen.   | genannt                 | Verord.    | Verordneter (der Landschaft) | Mähr, mähr | Mähren, mährisch                  |
| rel    | kirchliche Hochzeit     | Verord.Ri. | Verordneter des Ritterstands | Krn, krn   | Krain, krainer                    |
| civ    | zivile Eheschließung    | Verord.Hr. | Verordneter des Herrenstands | Ung, ung   | Ungarn, ungarisch                 |
| To. v. | Tochter von             | Hptm       | Hauptmann                    | erbl.      | erbländisch                       |